# Колизей (Сизърс Палас)
Колизеят в Сизърс Палас е театър в Лас Вегас, щата Невада, САЩ. Театърът е главното място за развлечение в хотела „Сизърс Палас“. Считан за дома на най-великите шоумени в света, театърът домакинства многобройни местни шоута на Шер, Селин Дион, Бет Мидлър, Елтън Джон, Шаная Туейн и Марая Кери. Съоръжението има капацитет до 4296 души и е въдхновено от архитектурата на Древен Рим.